# Grčka kolonizacija na Jadranu
Grčka kolonizacija na Jadranu je naziv za naseljavanje antičkih Grka na jadranskim otocima i istočnoj obali. 

## Pregled povijesti stare Grčke
██ Sjeverozapadno narječje
██ Ahejsko narječje
██ Dorsko narječje
██ Jonsko narječje
Mlađe kameno doba Grčke poznato je osobito po nalazima s Krete (zapadnokretske špilje Fest, Knos) i iz Tesalije (Dimini, Sesklo). Oko 3000. pr. Kr., upotrebom bakra za izradbu oruđa, počelo je na Kreti bakreno doba, a oko 2600. pr. Kr. pojava bronce navijestila je početak minojske kulture. U doba minojske kulture počeli su se u Grčku doseljivati Indoeuropljani (oko 1900. pr. Kr.), koji su, pod utjecajem s Krete, na grčkom kopnu stvorili mikensku kulturu. Ona je propala u doba dolaska Dorana (početak oko 1200. pr. Kr.), s kojim je bila dovršena indoeuropeizacija u Grčkoj, gdje je tada počela upotreba željeza.
U prijelazno doba (oko 1000. do 800. pr. Kr.) Grci (Dorani, Jonjani i Eoljani) kolonizirali su zapadnu obalu Male Azije. Prisiljeni na obranu od domorodaca, živjeli su u utvrđenim gradovima. To je uvjetovalo nastanak polisa, osobita tipa države-grada (polisa), značajnoga za Grke.
Arhajsko doba (800. do 480. pr. Kr.) karakterizira grčka kolonizacija po obalama Sredozemnoga (Sicilija i južna Italija zvana Magna Graecia, južni dio Francuske), Mramornog i Crnoga mora i stupanje u tijesne veze s narodima Srednjeg istoka. U to su doba nastale savezne države, kojih je stvaranje na plemenskom temelju počelo u mikensko doba, a u samoj Grčkoj nastajale su države-gradovi. Glavne su: Sparta i Arg na Peloponezu i Atena na Atici. Sparti je uspjelo djelomice silom (Mesenijski ratovi 740. do 720. pr. Kr. i 660. do 640. pr. Kr.) pokoriti susjedne oblasti, a djelomice ugovorima stvoriti na Peloponezu jak savez (Peloponeski savez, oko 550. pr. Kr.), koji je bio pod njezinim utjecajem i predstavljao najmoćniju kopnenu zajednicu u Grčkoj. Atena je sjedinila Atiku i ubrzo se ekonomski razvila, osobito za tiranina Pizistrata (560. do 527. pr. Kr.). U grčkim državama toga doba postupno se ukidalo kraljevstvo i zamjenjivalo upravom arhonata, činovnika biranih među plemićima. To je dovelo do stvaranja demokratskoga (u Ateni pod Klistenom, potkraj VI. st. pr. Kr.) ili aristokratskoga poretka (u Sparti), ili pak do vladavine tirana. U arhajsko se doba kodificiralo običajno pravo (zakonodavci: Drakon/t/ 621. pr. Kr., Solon 594. pr. Kr.), a s kovanjem novca razvijalo se novčano gospodarstvo. Ekspanzija Perzije u Maloj Aziji izazvala je sukob s Grčkom (jonski ustanak 500. do 494. pr. Kr. i, nakon njega, Perzijski ratovi). U tom sukobu pobijedili su Grci. Potkraj toga razdoblja Grci su na zapadu pobijedili udružene Etruščane i Kartažane i konsolidirali svoje posjede.
U klasično doba (480. do 336. pr. Kr.) Grci su se okupljali oko Atene radi obrane od ponovnoga napadaja Perzije (Atički pomorski savez 477. pr. Kr.) i tako je Atena postala najvećom pomorskom silom istočnoga Sredozemlja. Uprava u Ateni bila je demokratska (Efijalt, Kimon), ali su državom zapravo upravljali stratezi, među kojima se istaknuo Periklo (443. pr. Kr. do 429. pr. Kr.). Za njegove je uprave Atena postala kulturnim središtem grčkoga svijeta. Na istoku su Grci poduzeli ofenzivu protiv Perzije, s kojom su, nakon bitke kraj Salamine (449. pr. Kr.), sklopili povoljan Kalijin mir. Međutim su trvenja između Atene i Sparte dovela do Peloponeskoga rata (431. do 404. pr. Kr.). Poražena Atena izgubila je prevlast na moru, a u prvi je plan stupila Sparta. Ona je obnovila rat s Perzijom, završen 387. pr. Kr. Antalkidinim mirom, kojim je proglašena autonomija grčkih država. Moć je Sparte bila slomljena u borbi s Beotskim savezom pod vodstvom Tebe (bitka kraj Leuktre 371. pr. Kr.), koja je u Grčkoj u to doba bila najjača vojna sila (pod zapovjedništvom Epaminonde i Pelopide). Peloponeski rat imao je teške posljedice i za Grke na Siciliji, koje su napali Kartažani (409. pr. Kr.). Nakon toga su Grci zadržali samo istočni dio otoka. Na početku IV. st. pr. Kr. naglo je jačala Makedonija, a Filip II., unatoč otporu Atene i još nekih grčkih država, nakon bitke kraj Heroneje (338. pr. Kr.) slomio je otpor grčkih državica.
U helenističko doba (336. do 146. pr. Kr.) grčka kultura, zahvaljujući osvajanjima makedonskoga kralja Aleksandra III. Velikog i nastojanjima dijadoha, proširila se do Indije, Sudana i u Podunavlje, ali je sama Grčka izgubila ranije političko značenje. Nakon Aleksandrove smrti (323. pr. Kr.), ona je postala poprištem borbe među dijadosima, a zatim potpala pod vlast Makedonije, koja je formalno prestala nakon bitke kraj Kinoskefale (197. pr. Kr.). Tada su u Grčkoj bila utemeljena dva saveza (Ahajski i Etolski), koja su se upletala u borbu Rima s Kartagom, Makedonijom i Sirijom. Na kraju su Rimljani 146. pr. Kr. pobijedili Ahajski savez, razorili Korint i Grčku pretvorili u svoju provinciju.

## Grčka kolonizacija na Jadranu
Područje Jadrana rano je postalo predmet interesa antičkih Grka o čemu svjedoče grčki mitovi i legende. Godine 735. pr. Kr. Korinćani su kod Krfa porazili Liburne, no usprkos tome moć Ilira na jadranskom području ostala je toliko jaka da Grci još dugo vremena nisu mogli računati na prodor i učvršćivanje na današnjoj hrvatskoj obali. Grčki su pomorci i trgovci zalazili duboko u Jadransko more najkasnije od VII. st. pr. Kr., o čemu govore mnogobrojni nalazi posuđa i drugih predmeta otkrivenih na mnogim lokalitetima diljem Jadrana, no tek od VI. st. pr. Kr. imali su svoja trgovačka uporišta u sjevernoj Italiji (Adria, Spina), na ušću rijeke Pad. Pretpostavlja se da su trgovački emporij imali i na rijeci Neretvi. Neki antički pisci spominju i koloniju Kniđana na otoku Korčuli iz VI. st. pr. Kr., no za to nema arheološke potvrde.
Situacija se promijenila tek početkom 4. st. pr. Kr. Tada je na području Sicilije i južne Italije vladao moćni tiranin grčkog grada Sirakuze Dionizije Stariji. Na njegov poticaj radi širenja političkog utjecaja osnovana je najstarija i najveća grčka kolonija na Jadranu, Issa na otoku Visu između 397. i 390. pr. Kr. Uz Dionizijevu pomoć Grci s egejskog otoka Para (Paros) osnovali su 385. do 384. pr. Kr. koloniju Far (Pharos) na mjestu današnjega Staroga Grada na otoku Hvaru. Grčki došljaci naišli su na otpor domaćeg ilirskog stanovništva, koje je pozvalo u pomoć svoje sunarodnjake s kopna. Prema antičkim piscima, malim brodicama pohrlilo je u borbu protiv kolonista 10 000 Ilira. Farani su na to pozvali u pomoć Isejce, kojih su goleme trijere lako pobijedile ilirsku flotilu. Navodno su Iliri u toj bitci imali 5000 mrtvih i 2000 zarobljenih boraca. Bila je to prva zabilježena bitka između Ilira i grčkih kolonista na Jadranu.
Pismom simbolički počinje povijest na tlu Hrvatske konkretno pouzdanim datumima, a to se vidi po najstarijim natpisima kad su se Grci iz Sirakuze 390. godine pr. Kr. utvrdili na Visu. Nakon smrti Dionizija Starijeg Issa se politički osamostalila i brzo postala jaka gospodarska i vojna sila. Osnovala je nekoliko svojih kolonija na srednjem Jadranu – u IV. st. pr. Kr. na otoku Korčuli u današnjoj Lumbardi, u III. st. dvije kolonije na kopnu, Tragurij (Tragoúrion, Trogir) i Epetij (Epétion, Stobreč), a u II. st. pr. Kr. utemeljila je uz već postojeće ilirsko naselje trgovački emporij Salonu (Salonai, Solin). Pretpostavlja se da su u srednjem Jadranu postojala i druga grčka naselja (Herakleja i dr.). Osim bogatog arheološkog materijala (vaze, novac, grobovi, gradske zidine itd.) grčki su kolonisti ostavili, na grčkom jeziku i pismu, i pisane natpise na kamenim pločama – najstarije pisane spomenike na tlu današnje Hrvatske.
Issa se već u doba Dionizijeva sina započela politički i gospodarski osamostaljivati od grčke kolonije Sirakuze te djelovati kao samostalan polis. Uz najstariju povijest Isse vezuje se i ilirski dinast Jonije, koji se u Strabonovoj Geografiji spominje kao vladar Isse, a čiju povijest vjerodostojnost potvrđuju oštećeni natpis na kojem se spominje »Jonijev otok« i nalazi brončanoga novca s njegovim imenom (IONIO), koji potječe iz sredine IV. st. Issa je kovala vlastiti novac, imala vlastitu flotu, zakone, razvijenu trgovinu, proizvodnju keramike i vinogradarstvo. Imala je razvijenu trgovačku mrežu s kopnom te stroga urbanistička pravila razvoja grada. O planskoj izgradnji grada Isse svjedoče najbolje očuvane zidine iz helenističkoga razdoblja u Hrvatskoj, kao i nekropole na lokalitetima Martvilo i Vlaška njiva.  Kada ju je ugrozio kralj Agrona, Issa je 231. pr. Kr. obranila svoju samostalnost uz pomoć Rimljana, čijim je saveznikom postala.
Osim kolonije Far (grčki Φάρος, Pharos) u današnjem Starome Gradu, na mjestu današnjega grada Hvara u prvoj polovici IV. st. pr. Kr. postojao je i drugi grčki polis Dimos. O godini utemljenja Fara svjedoči natpis koji su Farani podigli u čast pobjede nad domorodcima. Najranije podatke o koloniji donosi grčki povjesničar Diodor Sicilski (I. st. pr. Kr.). Grci su ondje kovali vlastiti novac, otvorili keramičarske radionice te proveli parcelaciju Starogradskoga polja, što je do danas ostao najbolje sačuvani primjer grčke parcelacije na Sredozemlju (od 2008. na UNESCO-ovu popisu svjetske kulturne baštine). Far je bio samostalan grčki polis sve do 235. pr. Kr. Far je, zajedno s ostatkom otoka, došao pod vlast ilirskoga kralja, Ardijejca, Agrona.
U III. st. pr. Kr. utemeljena je naseobina isejskih Grka Epetij (Epetion), na mjestu starijeg ilirskog naselja. Sačuvani su ostatci kiklopskih bedema i mnogobrojni nadgrobni natpisi.  U II. st. spominje se Tragurion (Tragurij), naselje grčkih kolonista iz Isse (Visa), premda je kolonizacija toga prostora vjerojatno započela već potkraj III. st. pr. Kr. Grčko naselje bilo je ograđeno poligonalnim kamenim bedemima, dijelovi kojih su istraženi i ponegdje sačuvani u temeljima srednjovjekovnih građevina. Gradski prostor bio je organiziran po ortogonalnoj osnovi; ortogonalno su podijeljeni i okolni zemljišni posjedi, što se nazire u današnjoj parcelaciji. O grčkom naselju svjedoči žrtvenik božice Here (pronađen pred zvonikom katedrale), psefizma, reljef žene pri radu i lik božanstva Kairosa, koji su bili uzidani u kasnije plemićke palače, pa njihova lokalna provenijencija nije posve sigurna.
Nakon I. ilirskoga rata (229. do 228. pr. Kr.) Demetrije Hvaranin osnovao je uz pomoć Rimljana državu sa središtem u Faru, koja je obuhvaćala srednjodalmatinske otoke (osim Visa) i dijelove današnje Albanije. Pošto se odmetnuo od Rima, bio je u bitki kraj Fara 219. pr. Kr. poražen, a njegov grad srušen. Rimljani su ga obnovili po urbanim načelima izgradnje rimskih gradova. God. 47. pr. Kr., za građanskog rata između Cezara i Pompeja, Issa je stala na Pompejevu stranu, te ju je nakon njegova poraza zauzeo Cezarov legat Vatinije. U to je doba izgubila svoje prijašnje povlastice i status slobodnoga grada, te je postala podanik Rima, ovisan o vlasti u novoj rimskoj koloniji Saloni. I dalje je ostala važno trgovačko središte. U tom su razdoblju bile izgrađene terme, kazalište i forum. U prvoj polovici I. st. stekla je i rimsko građansko pravo (Issa civium Romanorum).

## Helenistička kultura na Jadranu
Izuzev površnih dodira, trgovačke razmjene i ratovanja, te su nove urbane strukture živjele izolirano od svog prapovijesnog okoliša. Iliri pod utjecajem Grka unapređuju vinogradarstvo i maslinarstvo, počinju koristiti novac i pismo, a usavršili su i svoje građevne tehnike. Doseljeni Grci brzo su se počeli miješati s Ilirima. Sve grčke naseobine, osim Isse i od nje osnovanih naselja (Epetion, Tragurion), na kraju su priznale vlast Ilira (do 230 pr. Kr.).
Helenistička kultura grčkih enklava trajala je paralelno s mlađim željeznim dobom, koliko je pokazivala povijesna ura starosjedilaca Ilira. Jedne nasuprot drugima podizane su suhozidom i kiklopskim zidinama ograđene ilirske gradine organičkih tlocrta, i pravilno klesanim kvadrima s preciznim spojnicama konstruirane zidine i kule grčkih kolonija: gradovi pravilne geometrijski ortogonalne ulične mreže i pravokutnih blokova kuća, s razvijenim lučkim postrojenjima, trgovinama, javnim zgradama, hramovima i teatrima (Vis). Ovi urbani grčki ambijenti svjedoče o razvijenijoj društvenoj zajednici jer grad nisu samo arhitektonski spomenici već prostor ostvarivanja kulturne komunikacije. Osim oslikanih vaza i brojnih keramičkih tanagra-figura u nekropolama, nije sačuvana ni arhitektonska plastika, ni djela monumentalne javne skulpture. Sačuvano je nekoliko spomenika koji su slučajno doprli do nas poput brončane glave božice Artemide iz Isse (4. st. pr. Kr.) i reljef Kairosa iz Trogira te nadgrobne stele. 
Autohtone kulture Liburna i Delmata su od IV. st. pr. Kr. bile podložne izrazitoj helenizaciji.  Nalazi helenističke kulture posebice su utvrđeni u grčkim kolonijama kao što su Issa (Vis), Pharos (Stari Grad na Hvaru), Tragurion (Trogir), Epetion (Stobreč), ali i drugdje na jadranskoj obali i priobalju, u mjestima kao što su Gradina u Dragišiću, Podgrađe (Asseria), Velika Mrdakovica.